# روجر إس. غودي
روجر إس. غودي (بالإنجليزية: Roger S. Goody)‏ هو أستاذ جامعي وكيميائي وعالم كيمياء حيوية بريطاني، ولد في 17 أبريل 1944 في نورثامبتون في المملكة المتحدة.